# Robert Sauter
Robert Sauter (* 29. Oktober 1850 in Laupheim, Württemberg; † 1. Oktober 1927 in Salzburg) war ein Fleischer- und Selchermeister in der Altstadt am rechten Salzachufer in der Stadt Salzburg.

## Leben
Robert Sauter kam 1868 als Gehilfe nach Salzburg. 1876 siedelte er sich als Fleischer- und Selchermeister mit seinem Geschäft in der Dreifaltigkeitsgasse im Haus Nr. 6 unter dem Andrä-Bogen an.
Am 31. Juli desselben Jahres heiratete er die Köchin Anna Herrlein.
1876 wurde das Haus Königsgässchen 6/Dreifaltigkeitsgasse 6 versteigert. Robert Sauter erwarb es durch Kauf. Im historischen Grundbuch Salzburg-Innere Stadt, EZ 570, wurde im B-Blatt (Eigentümer) unter Postzahl 1 wie folgt vermerkt: Protokoll-Nr: „5751“ und die Eintragung „Auf Grund des Kaufvertrages vom 21. Oktober 1876 wird das Eigentumsrecht auf das Haus Nr. 529 (Goldschlagerhaus) für Robert Sauter einverleibt“.
Er war Innungsmeister der Fleischer und Selcher, Genossenschaftsvorsteher im Schlachthof Salzburg, Kammerrat und seit 1892 Mitglied im Gemeinderat der Stadt Salzburg über mehrere Funktionsperioden, zuletzt Privatier.
1887 besaß Robert Sauter ein Ökonomiegebäude in der Gemeinde Gnigl mit 24 bis 28 Dienstboten.
1893 wird er als Hausbesitzer genannt.
1895 wird in das Handelsregister die Einzelfirma „Robert Sauter“, Selcher in der Dreifaltigkeitsgasse 6 (=Firmensitz) eingetragen. Die Firma unterhielt Filialen in der Getreidegasse und in der Schallmooser Hauptstraße.
1901 feierten Robert und Anna Sauter, Fleischhauer und Realitätenbesitzer, die silberne Hochzeit.
Am 4. April 1926 feierte Robert Sauter das 50-jährige Berufsjubiläum. Seine große Fachkenntnis und sein rastloser Eifer kamen seinem Unternehmen zugute, das er zusammen mit seiner fünf Jahre zuvor verstorbenen Gattin geführt hatte.
Das Geschäft in der Dreifaltigkeitsgasse übernahm ab 1926 sein Enkelsohn Wilhelm Hofer, der Jüngere.
Er führte das Geschäft des Großvaters bereits seit 1920.
Robert Sauter starb am 1. Oktober 1927.
Die Einzelfirma „Robert Sauter, Selcherei“ wurde im Handelsregister am 21. November 1927 gelöscht.
Sein Hobby war der Pferdesport. Ein ganz besonderes Verdienst hatte sich Robert Sauter als Gründer und langjähriger erster Obmann des Salzburger Trabrennvereines (gegründet 1890) erworben, dem er auch als 1. Vizepräsident angehörte. Unter seiner Leitung wurden unter großen Opfern die beiden Rennbahnen erbaut und Salzburg dadurch als Platz für Sportveranstaltungen gehoben. In den Trabersportkreisen Österreichs und in Bayern hatte der Name Sauter einen guten Klang.

## Familie
- Robert Sauter, ⚭ Anna, geborene Herrlein

- Francisca (* 5. Oktober 1871), als ehelich geborene Sauter legitimiert 1880, ⚭  Wilhelm Hofer, der Ältere (* 24. Juli 1869; † 6. Oktober 1908), Fleischhauermeister aus Salzburg, wohnhaft in der Steingasse

- Wilhelm Robert Franz Hofer, Sohn (* 25. Juni 1893 in Salzburg; † 14. Juli 1948 ebenda), Fleischauer und Hausbesitzer, ⚭ Therese Hofer
- Margaretha Kreszentia Anna Hofer, Tochter (* 15. Juni 1898 in Salzburg)

## Ehrung
Anlässlich des großen Jubiläumstreffen vom 30. Mai bis 6. Juni 1926 bereitete der Salzburger Trabrennverein dem verdienten Jubilar eine besondere Ehrung und rief das „Robert Sauter-Gedenkrennen“ für Traberzuchtkommission, für dreijährige und ältere österreichische oder Stichtagpferde über eine Distanz von 2200 Metern ins Leben. Das „Robert-Sauter-Gedenkrennen“ wurde von 1928 bis 1938 jährlich veranstaltet.